# Gloucester Rugby
Gloucester Rugby – klub rugby union z miejscowości Gloucester rozgrywający swoje mecze w ramach Premiership Rugby, uczestniczy też w rozgrywkach Pucharu Anglo-Walijskiego. Domowym stadionem drużyny jest Kingsholm Stadium zlokalizowany przy Kingsholm Road, GL13AX Gloucester, który służy drużynie prawie od samego początku jej istnienia. W ostatnim czasie chęć przejęcia klubu ogłosił Mohed Altrad, sprawa stała się medialna gdyż Altrad jest już właścicielem francuskiej drużyny Montpellier Hérault Rugby. Obie drużyny biorą udział w rozgrywkach European Challenge Cup i w tym dostrzegany jest możliwy konflikt interesów, aby otrzymać pozwolenie na przejęcie zgodę muszą wyrazić Rugby Football Union, World Rugby, Fédération Française de Rugby oraz European Professional Club Rugby.

## Fundacja
Klub posiada własną fundację, Gloucester Rugby Community Charity, której oficjalnym hasłem jest "Changing lives of young people through rugby" (ang. Zmieniając życia młodych ludzi poprzez rugby). Fundacja ma 4 główne cele: promocję zdrowia, aktywności fizycznej, uczenia się a także integrację wielokulturowego środowiska w rejonie.

## Trofea
- Puchar Anglo-Walijski
  - Mistrzostwo: 1971–72, 1977–78, 1981–82 (podział), 2002–03, 2010–11
- European Rugby Challenge Cup
  - Mistrzostwo: 2005-06, 2014-15
  - Finalista: 2023-24[6]
- Mistrzostwo Anglii
  - Mistrzostwo: 2001-02